# 陳璧 (成化進士)
陳璧（1437年—1514年），字瑞卿，號貞菴，山西太原左衛官籍，南直隸揚州府高郵州人，明朝政治人物。

## 生平
天順六年（1462年）壬午科山西鄉試第四名舉人，成化八年（1472年）中式壬辰科會試第十一名，三甲第二十九名進士。授嘉興縣知縣，十七年（1481年）調武邑縣知縣，十九年（1483年）八月選試監察御史，二十年（1484年）實授江西道監察御史，弘治元年（1488年）巡按直隸，七月主持官員考察，六年（1493年）三月升山東按察司副使、兵備臨清，十一年（1498年）壽王朱祐榰就藩保寧府，路經臨清，因阻止壽王府官員索賄，見壽王時被內官毆打，十三年（1500年）七月升山東按察使，十五年（1502年）五月升南京太僕寺卿，後養病回籍。明武宗即位，以薦行取赴京，十八年（1505年）九月升都察院右副都御史、巡撫順天，以病不到任並乞辭歸里，正德九年（1514年）十一月卒，賜祭葬。陳璧性格戇直，居官守法，無所屈撓，然而剛愎少容，好酒使性。

## 家族
曾祖陳亮；祖父陳志皋；父陳敬。